# Ataque à embaixada dos Estados Unidos em Bagdá
O ataque a embaixada dos Estados Unidos no Iraque em 2019 ocorreu em Bagdá, Iraque, em 31 de dezembro de 2019. Milicianos iraquianos, manifestantes pró-Irã e apoiadores do Kata'ib Hezbollah, uma milícia apoiada pelo Irã, atacaram a embaixada dos Estados Unidos em resposta aos ataques aéreos estadunidenses de 29 de dezembro de 2019 que mataram 25 combatentes do Hezbollah Kata'ib no Iraque.

## Contexto
Milhares de manifestantes e milicianos gritavam "Morte à América", atiraram pedras e picharam as paredes. Muitos dos que participaram dos protestos iraquianos expressaram sua condenação aos ataques aéreos estadunidenses ao Hezbollah Kata'ib e apoiaram os protestos na embaixada declarando "[que as] manifestações na embaixada dos Estados Unidos são uma resposta natural aos ataques sobre as posições do Hashd no Iraque". Eles condenaram o ataque à embaixada americana por apoiadores iraquianos do grupo dizendo: "estamos aqui no centro do movimento pacífico de protesto" e acrescentaram que "as multidões na Zona Verde não nos representam. Queremos mudanças pacíficas."

## Consequências
O presidente dos Estados Unidos, Donald Trump, acusou o Irã de "orquestrar" o ataque à embaixada e acrescentou que eles seriam considerados "totalmente responsáveis". O Ministério das Relações Exteriores do Irã negou que estivesse por trás dos protestos na embaixada dos Estados Unidos e alertou contra qualquer retaliação.
O líder supremo do Irã, Ali Khamenei, compartilhou nas redes sociais que "Se o Irã quiser combater um país, ele atacará diretamente."
Em 2 de janeiro de 2020, o Secretário de Defesa dos Estados Unidos, Mark Esper, declarou que "o jogo mudou" e afirmou que os Estados Unidos atacariam preventivamente grupos paramilitares apoiados pelo Irã no Iraque se houvesse indicações de que estavam se preparando para atacar as forças americanas, ao mesmo tempo em que pediam ao governo iraquiano para resistir à influência iraniana. O presidente do Estado-Maior Conjunto dos Estados Unidos, Mark Milley, enfatizou que qualquer grupo que tentar invadir a embaixada de Bagdá "se deparará com uma serra elétrica ".

### Morte de Qasem Soleimani

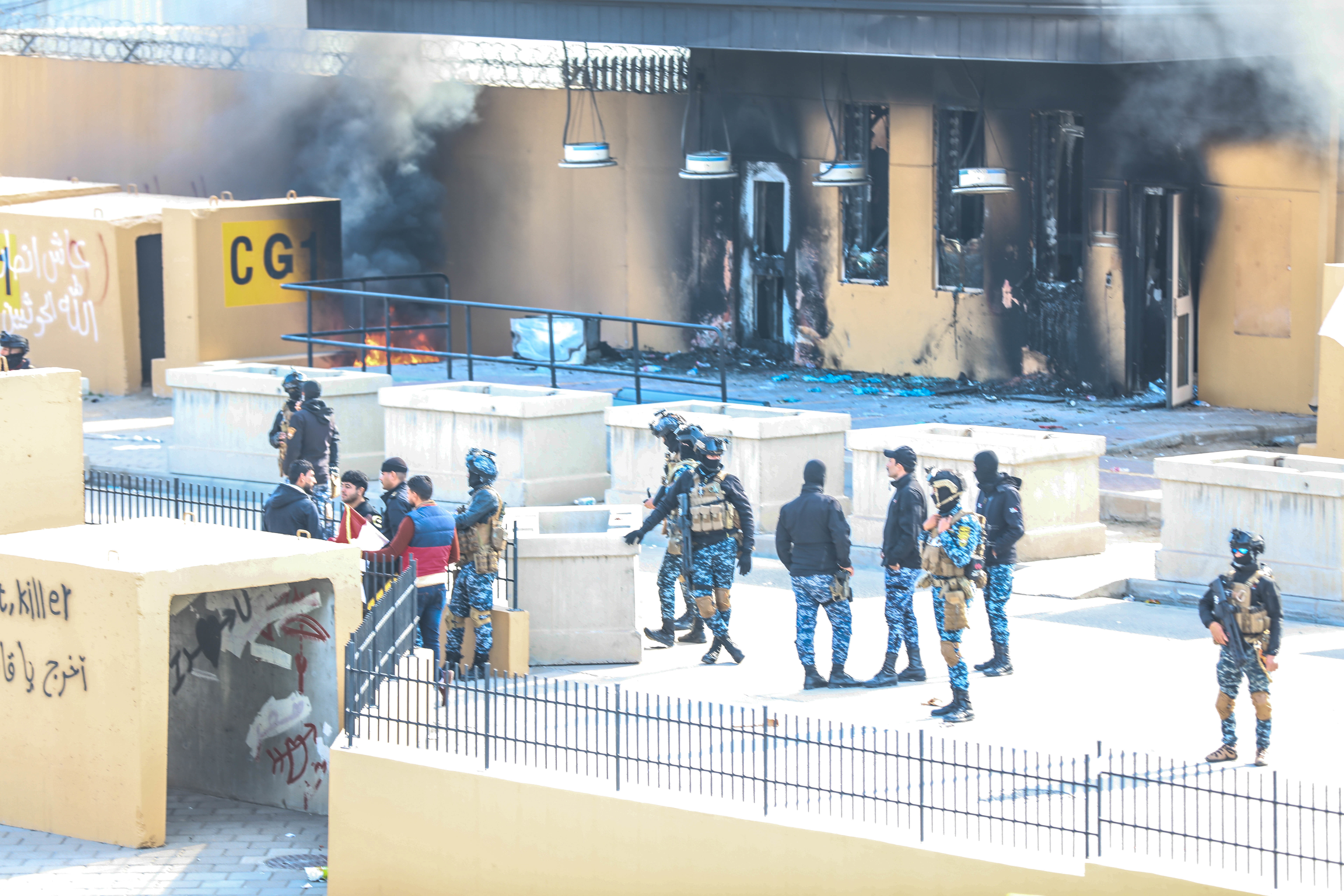
Embaixada dos Estados Unidos em Bagdá em 1 de Janeiro de 2020

Nas primeiras horas da manhã de 3 de janeiro (no Iraque) de 2020, o comandante da Força Quds do Irã, o major-general Qasem Soleimani e Abu Mahdi al-Muhandis foram mortos em um ataque aéreo dos Estados Unidos enquanto viajavam em um comboio perto do Aeroporto Internacional de Bagdá. O ataque dos EUA foi formalmente admitido pelo Departamento de Defesa dos Estados Unidos em uma declaração especial.